# Fest der Jugend in Salzburg

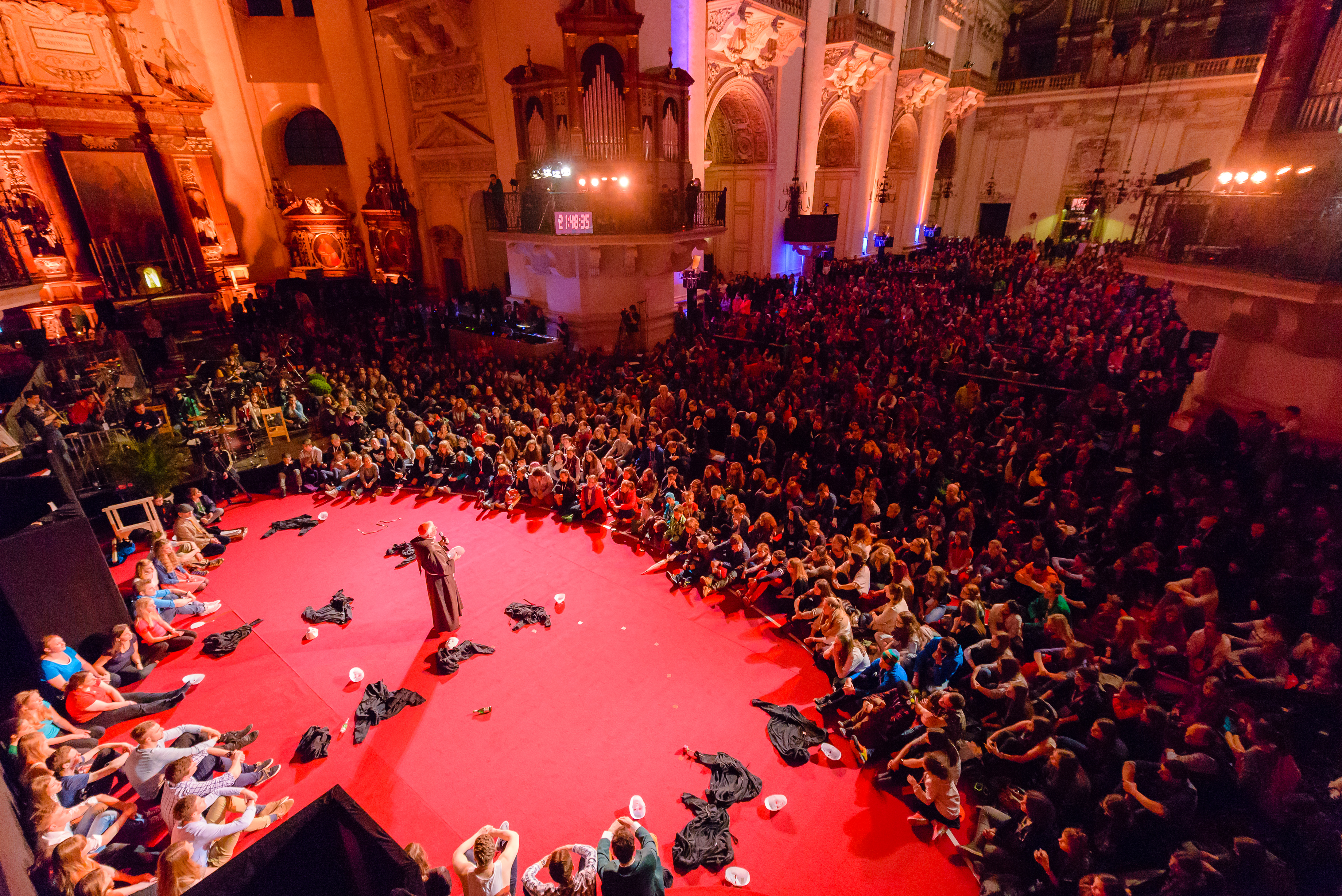
Jugendliche sitzen im Salzburger Dom

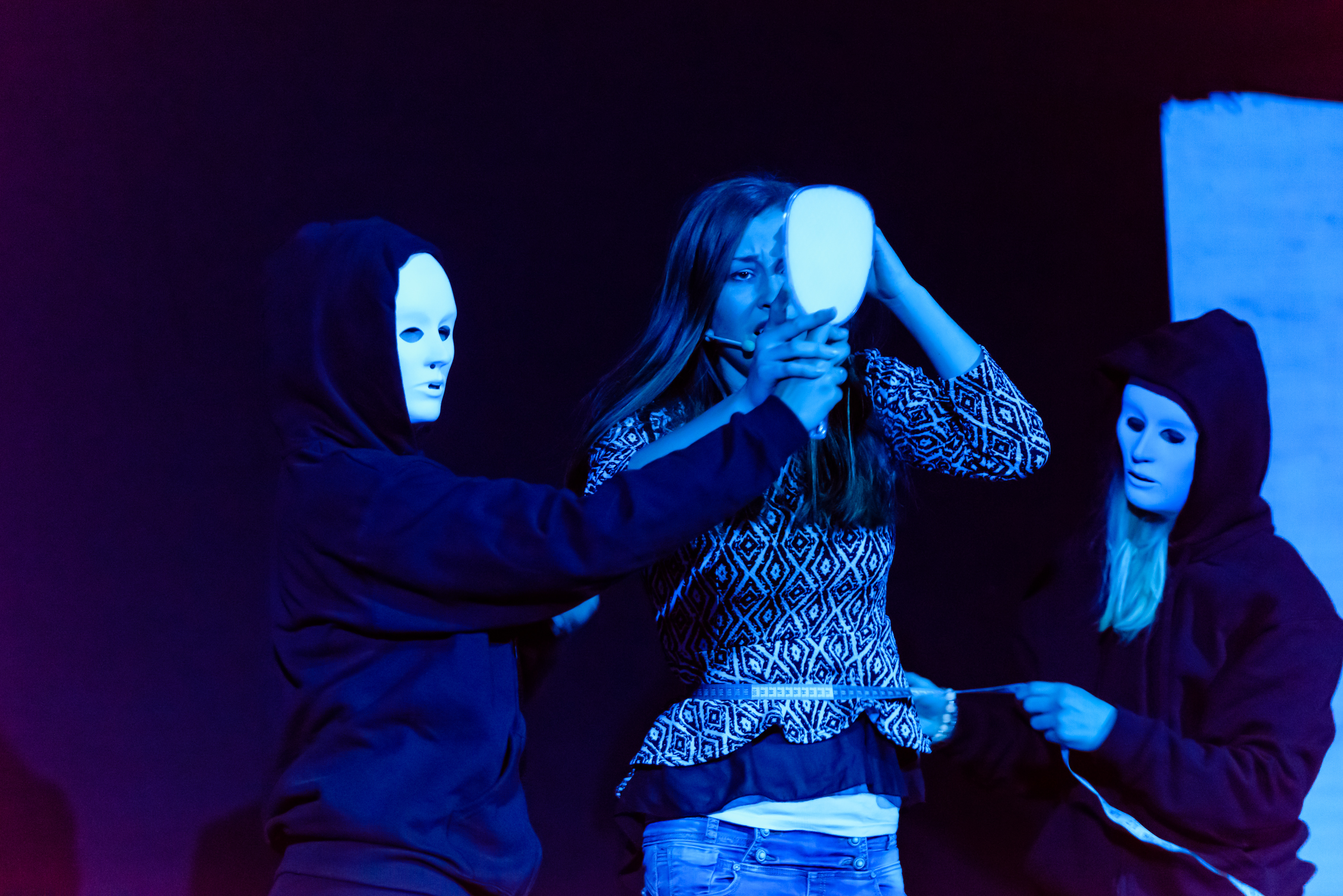
Jugendliche als Musicaldarsteller

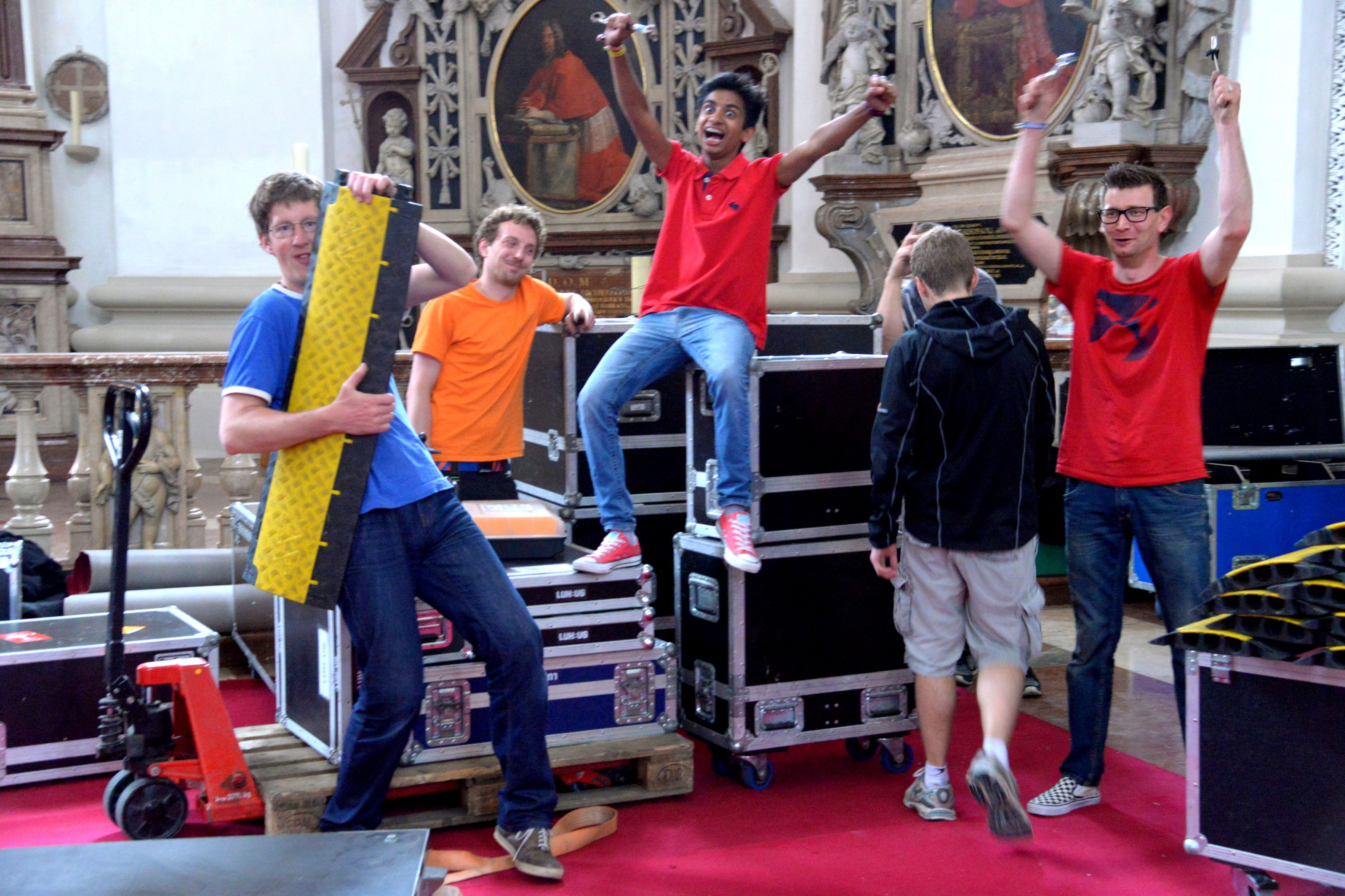
Jugendliche beim Aufbau im Salzburger Dom

Das Fest der Jugend in Salzburg ist ein christliches Jugendfestival zu Pfingsten im und rund um den Salzburger Dom in der Stadt Salzburg. Das Fest wird seit 2000 jährlich von der Loretto Gemeinschaft veranstaltet.

## Geschichte
Einige Salzburger Jugendliche waren vom katholischen Jugendtreffen in Pöllau so begeistert, dass sie eine ähnliche Veranstaltung auch in Salzburg austragen wollten. Unterstützt wurden sie dabei vom damaligen Erzbischof Georg Eder und so konnte zu Pfingsten 2000 das erste katholische Jugendtreffen in Salzburg mit rund 100 Jugendlichen stattfinden. Bereits im Jahr darauf kamen über 300 Jugendliche zu diesem Treffen. Zunächst fand dieses Pfingsttreffen in der Aula der Universität Salzburg statt. Da mit jedem Jahr die Anzahl der Teilnehmer anstieg, wurde das Treffen in die Kollegienkirche verlegt. 2011 nahmen dann knapp 3000 Jugendliche an diesem Festival teil, die Kollegienkirche wurde für diese Anzahl zu klein. Daher wird das Fest der Jugend seit 2012 im Salzburger Dom gefeiert. Die Teilnehmerzahlen steigen noch immer stark an und so wurden 2016 rund 7000 Jugendliche gezählt.
Knapp die Hälfte der Teilnehmer sind Jugendliche zwischen 12 und 18 Jahren. Bei den meisten anderen Teilnehmern handelt es sich um junge Erwachsene zwischen 18 und 30 Jahren. Es nehmen aber auch einige junge Familien am Fest der Jugend teil. Die Teilnehmer kommen aus allen österreichischen Bundesländern und aus über 20 Nationen, etwa aus Deutschland, der Schweiz, Italien und Ungarn. Untergebracht sind sie in mehreren Salzburger Schulen.

## Ablauf
Das Fest der Jugend beginnt am Freitagabend mit einem Musical, das von Jugendlichen selbst geschrieben, einstudiert und aufgeführt wird. Anschließend erfolgt die Eröffnung durch den Salzburger Erzbischof. Am Samstag gibt es am Vormittag eine hl. Messe im Dom, Lobpreis, Vorträge, Workshops und am Abend einen sogenannten Abend der Barmherzigkeit im Dom. Dort findet eucharistische Anbetung statt und Priester bieten den ganzen Abend Beichte und Aussprache an. Dafür ist die Nachfrage so groß, dass die Warteschlangen für die Beichte bis zum Domeingang zurückreichen. Ruhige Lobpreismusik, Kerzenlicht und Weihrauch hüllen an diesem Abend den Dom in eine ganz besondere Atmosphäre.
Am Sonntag feiern die jungen Festivalteilnehmer das pfingstliche Hochamt mit den Salzburger Gottesdienstbesuchern und dem Domchor.  Am Sonntagabend ziehen die Jugendlichen mit dem Erzbischof auf die Festung Hohensalzburg, um dort für die Stadt, das Land und vor allem für den Frieden zu beten.
Abgeschlossen wird das Fest der Jugend mit der Firmung zahlreicher Jugendlicher am Montagvormittag.
Im Zentrum des ganzen Wochenendes stehen das gemeinsame Gebet, der Austausch untereinander und vor allem auch die Gemeinschaft der jungen Christen.

## Organisation

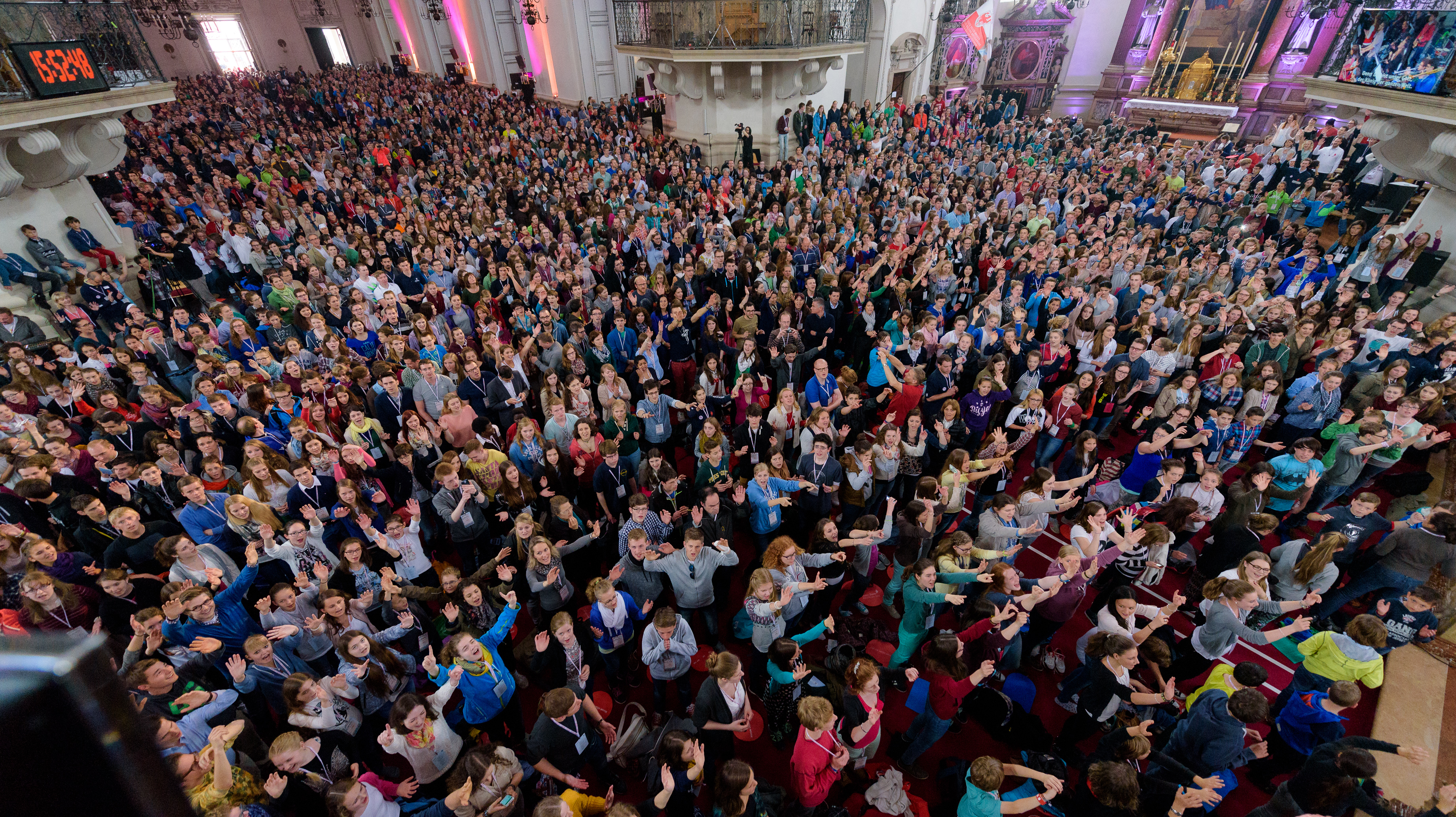
Tausende Jugendliche sitzen im Dom

Organisiert wird das Fest der Jugend von der Loretto Gemeinschaft. Über 300 junge Freiwillige sind in der Organisation und Vorbereitung beteiligt. In der Woche vor Pfingsten beginnt der Aufbau. Dabei bauen die jungen Freiwilligen im Dom die Bänke aus und verlegen den Boden mit roten Teppichen, denn am Boden sitzend finden viel mehr Menschen im Dom Platz als in den Bankreihen. Kommen Besucher in den Tagen des Festes der Jugend in den Dom, bietet sich ihnen daher ein ganz besonderes Bild des Dominneren: Im vorderen Bereich des Domes ist eine große Bühne aufgebaut, es gibt zahlreiche Scheinwerfer und Leinwände und am Boden sitzen tausende Jugendliche, die zur Lobpreismusik klatschen. Außerdem wird in den Tagen vor dem Fest am Domplatz ein großes Zelt errichtet, in dem die Festbesucher Snacks, Infos aber vor allem auch eine Liveübertragung des Festes vorfinden. Viele der Jugendlichen sind nicht nur an Aufbau und Organisation beteiligt, sondern auch in leitender Rolle, etwa im Halten von Vorträgen oder Workshops.